# Coltainville

Coltainville este o comună în departamentul Eure-et-Loir, Franța. În 1 ianuarie 2022 avea o populație de 904 de locuitori.